# اورم الصغری
آورم الصغری (به عربی: أورم الصغری) یک روستا در سوریه است که در ناحیه آورم الکبری واقع شده‌است. آورم الصغری ۶۳۷ نفر جمعیت دارد.